# يوشيهيتو يوشيدا
يوشيهيتو يوشيدا (باليابانية: 吉田義人؛ بالكانا: よしだ よしひと) هو لاعب اتحاد الرغبي ياباني، ولد في 16 فبراير 1969 في Ogachi, Akita ‏ في اليابان.

## وصلات خارجية
- يوشيهيتو يوشيدا عل موقع إسبنسكروم (الإنجليزية)
- يوشيهيتو يوشيدا على موقع ItsRugby.co.uk (الإنجليزية)